# كينيا سنكلير
كينيا سنكلير (بالإنجليزية: Kenia Sinclair) هي عدائة المسافات المتوسطة جامايكية، ولدت في 14 يوليو 1980.

## وصلات خارجية
- كينيا سنكلير على موقع الاتحاد الدولي لألعاب القوى (الإنجليزية)
- كينيا سنكلير على موقع الدوري الماسي (الإنجليزية)
- كينيا سنكلير على موقع أوليمبيديا (الإنجليزية)
- كينيا سنكلير على موقع اتحاد ألعاب الكومنولث (مؤرشف) (الإنجليزية)